# Rohan Wilson
Rohan Wilson es un novelista, australiano que nació y creció en Launceston, Tasmania donde sigue viviendo.
Tiene títulos y diplomas de las universidades de Tasmania, Southern Queensland y Melbourne. En 2003, viajó a Japón, donde trabajó como profesor de inglés por  varios años. Al regresar a Australia con su esposa e hijo, completó su tesis,  El Partido Roving: Extinción del Discurso en la literatura de Tasmania  para su Maestría en Artes por la Universidad de Melbourne.
Su primera novela, The Roving Party, ganó el The Australian/Vogel Literary Award (para un manuscrito no publicado) en 2011 y fue preseleccionado posteriormente por una serie de premios literarios de Australia. Su segunda novela, To Name Those Lost" (Por nombrar los que se perdieron), ganó el autor del Victorian Premier's Literary Awards 2016 - Premio de Narrativa Vance Palmer.

## Novelas
- The Roving Party, 132 p.  (2011)[3]

- To Name Those Lost, 304 p. (2014)[4]

- La Battue. Publicó Albin Michel, 304 p. (2015) ISBN 2226343814, ISBN 9782226343819

## Honores

### Galardones
- 2011 ganador The Australian/Vogel Literary Award (for an unpublished manuscript) — The Roving Party
- 2012 ganador New South Wales Premier's Literary Awards — UTS Award for New Writing — The Roving Party
- 2012 co-ganador The Sydney Morning Herald Best Young Novelist of the Year
- 2013 gannador Tasmania Book Prizes — Margaret Scott Prize - The Roving Party
- 2015 ganador Tasmania Book Prize — People's Choice Award — To Name Those Lost
- 2016 ganador Victorian Premier's Literary Awards — The Vance Palmer Prize for Fiction — To Name Those Lost